# Тьофу

35°39′2″ пн. ш. 139°32′27″ сх. д. / 35.65056° пн. ш. 139.54083° сх. д.
Тьо́фу (яп. 調布市, ちょうふし, МФА: [t͡ɕoːɸu ɕi̥]) — місто в Японії, в префектурі Токіо.

## Короткі відомості
Розташоване в південній частині префектури. Виникло на основі декількох постоялих містечок на Кайському шляху. Засноване 1955 року. Основою економіки є харчова промисловість, комерція. В місті розташований ботанічний сад Камійо та буддистський монастир Дзіндайдзі. Станом на 1 жовтня 2008 площа міста становила 21,53 км². Станом на 1 липня 2011 населення міста становило 224 572 осіб.

## Освіта
- Університет електрокомунікацій

## Міста-побратими
- Кідзіма-Дайра, Японія